# Same Blue
「Same Blue」（セイム・ブルー）は、2024年10月2日にIRORI Recordsより配信された、日本のバンド・Official髭男dismの楽曲。当楽曲は、テレビアニメ『アオのハコ』のオープニングテーマとして書き下ろされた。
2024年9月7日に行われた『アオのハコ』のイベント内でヒゲダンがオープニングテーマを担当することが発表。並びに『SOULSOUP』から10か月ぶりとなる配信シングルとして10月2日に配信リリースされることも同時に発表された。

## ミュージックビデオ
10月2日、配信リリースと同時に公開された。高校の新聞部を舞台に、青春の恋愛と部活の青さが感じられる映像となっており、メンバーが丸く切り取られた青空の前で演奏するシーンも含まれる。監督はバンドの作品を多く手掛ける新保拓人。10月31日にはミュージック・ビデオのメイキング映像と楽曲についてのメンバーインタビューで構成された「Official髭男dism - Same Blue [Behind The Scenes] 」が公開された。
10月4日、楽曲が使用されたアニメのノンクレジットオープニング映像が公開された。
12月16日、アリーナツアー『Official髭男dism Arena Tour 2024 - Rejoice -』Kアリーナ横浜公演を翌年3月17日からAmazon Prime Videoで配信することを発表すると同時に、同公演で披露された本楽曲のライブ映像がYouTubeにて公開された。

## 音楽性・制作
思春期特有の不安感や淡い期待が歌われており、アニメに対する解像度の高いものとなっている。
本楽曲は変拍子を駆使したアレンジが大きな特徴となっている。イントロは五拍子のギターリフから始まり、Aメロは六拍子が主体となりつつも一小節のみ五拍子が挟まれる形となり、Bメロではリズムパターンやアクセントの位置を置きなおすことで三連の四拍子へとグルーブを変化させ、サビでは五拍子を主軸にしながら頻繁に五拍子と六拍子が交代する構成となっている。

## チャート成績
Billboard JAPANが公開する総合チャート「Hot 100」には10月14日付で7位に初登場。翌週（10月21日付）には最高位となる5位へと順位を上げ、10月28日付チャートでも最高位をキープした。
「Billboard Japan Streaming Songs」チャートでは10月14日付で27位に初登場。これはその週のチャートに初登場した楽曲のうち最高位であった。翌週の10月21日付チャートでは前週比188％の急上昇で週605万回再生を記録し、最高位である4位にランクインをした。また、21日付チャートの集計期間の前半（10月7日～10月9日）のストリーミング再生回数レポートでは3位を記録していた。
「Billboard Japan Download Songs」チャートでは、10月14日付チャートで1.1万ダウンロードを売り上げ最高位の2位にランクインした。翌週も6000ダウンロードを超え、3位をマークした。また、2024年の年間チャートでは60位にチャートインした。
2025年5月7日公開の「Billboard Japan Streaming Songs」にて、楽曲のストリーミング再生回数が累計1億回を突破した。自身16曲目の記録となり、これによりバンドは2018年から7年連続で累計1億回再生越えの楽曲をリリースしたアーティストとなった。

## 収録曲
| #  | タイトル      | 作詞・作曲 | 編曲             | 時間 |
| -- | ------------- | ---------- | ---------------- | ---- |
| 1. | 「Same Blue」 | 藤原聡     | Official髭男dism | 3:58 |